# Агрестина
Агрестина (порт. Agrestina) — муниципалитет в Бразилии, входит в штат Пернамбуку. Составная часть мезорегиона Сельскохозяйственный район штата Пернамбуку. Входит в экономико-статистический микрорегион Брежу-Пернамбукану. Население составляет 21 712 человек на 2007 год. Занимает площадь 201 км². Плотность населения — 108 чел./км².
Праздник города — 11 сентября.

## История
Город основан в 1884 году.

## Статистика
- Валовой внутренний продукт на 2005 год составляет 67 275 000 реалов (данные: Бразильский институт географии и статистики).
- Валовой внутренний продукт на душу населения на 2005 год составляет 3156 реалов (данные: Бразильский институт географии и статистики).
- Индекс развития человеческого потенциала на 2000 год составляет 0,612 (данные: Программа развития ООН).

## География
В соответствии с классификацией Кёппена, климат относится к категории BShW.

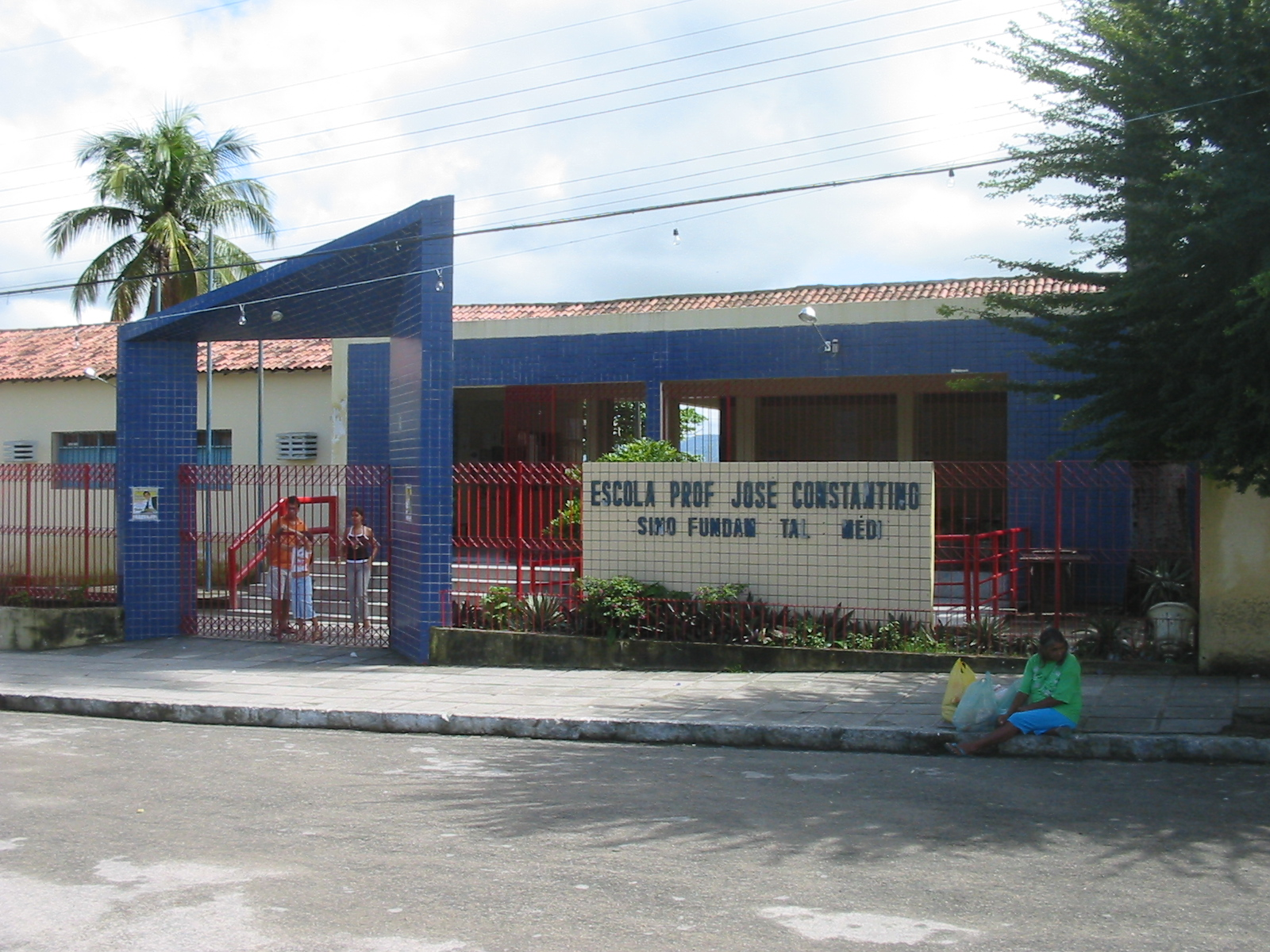